# Походзіло Микола Давидович
Микола Давидович Походзіло (10 жовтня 1943, Рівненська область Україна) — український військовик. Генерал-лейтенант. Командир 49-го корпусу Протиповітряної оборони України (1994–1998).

## Життєпис
В 1964 році закінчив Житомирське радіотехнічне училище військ ППО.
Проходив службу на посадах старшого механіка радіотехнічної батареї зенітного ракетного дивізіону, заступника командира зенітно-ракетного дивізіону з озброєння, командира радіотехнічної батареї, командира зенітно- ракетного дивізіону, заступника командира полку.